# Frye Gaillard
Frye Gaillard (Mobile, 23 dicembre 1946) è uno storico e scrittore statunitense.

## Vita e formazione
Frye Gaillard è nato a Mobile, in Alabama, il 23 dicembre 1946. I suoi genitori erano l'avvocato e in seguito giudice Walter Frye Gaillard, Sr., e Helen Amante Gaillard. Gaillard ha frequentato l'Università di Vanderbilt, laureandosi nel 1968. Durante gli anni '60 Gaillard entrò in contatto con molte delle personalità politiche più importanti del decennio. Da liceale nel 1963, Gaillard assistette all'arresto di Martin Luther King Jr. a Birmingham, in Alabama, durante la campagna di Birmingham contro la segregazione razziale. Mentre era a Vanderbilt entrò in contatto con Stokley Carmichael e Eldridge Cleaver, quando le due Pantere Nere tennero un discorso. Poco dopo, nel 1968, invitò Robert F. Kennedy a parlare alla Vanderbilt, 11 settimane prima dell'assassinio di Kennedy.

## Carriera
Gaillard ha iniziato la sua carriera presso il Race Relations Reporter di Nashville come caporedattore dal 1970 al 1972, poi è passato allo Charlotte Observer come scrittore, editore e editorialista, mentre insegnava saggistica al Queens College, entrambi fino al 1990. Mentre lavorava con l'Observer, ha vinto premi dalla North Carolina Press Association per notizie, servizi e rapporti investigativi. Nel 2004 è tornato a Mobile. Come autore ha vinto nel 1989 il Gustavus Myers Award per The Dream Long Deferred e nel 2007 l'Alabama Library Association Book of the Year per Cradle of Freedom.
Il libro di Gaillard del 2018 A Hard Rain è stato ispirato da The Fifties di David Halberstam e documenta gli anni '60 in parte attraverso le esperienze di Gaillard dell'epoca. Gaillard è autore presso l'Università del South Alabama dal 2007. Ha scritto più di 25 libri.

## Opere pubblicate
- Race, Rock and Religion: Profiles from a Southern Journalist, 1982
- The Catawba River, con Dot Jackson, 1983
- Becoming Truly Free: 300 Years of Black History in the Carolinas, con Richard Maschal e altri, 1985
- The Unfinished Presidency: Essays on Jimmy Carter, 1986
- The Dream Long Deferred: The Landmark Struggle for Desegregation a Charlotte, North Carolina, 1988
- Watermelon Wine: The Spirit of Country Music, 1989
- The Secret Diary of Mikhail Gorbachev, 1990
- Southern Voices: Profiles and Other Stories, 1991
- Kyle a 200 MPH: A Sizzling Season in the Petty/NASCAR Dynasty, con Kyle Petty, 1993
- Lessons from the Big House: One Family's Passage through the History of the South, con Nancy Gaillard, 1994
- The Way We See It: Documentary Photography by the Children of Charlotte, con Rachel Gaillard, 1995
- The 521 All-Stars, con Bryon Baldwin, 1999
- If I Were A Carpenter: Twenty Years of Habitat for Humanity, 1996
- The Heart of Dixie: Southern Rebels, Renegades and Heroes, 1996
- Carmel Country Club: The First 50 Years, 1997
- Voices from the Attic, 1997
- As Long as the Waters Flow: Native Americans in the South and East, con Carolyn Demerit e altri, 1998
- Mobile and the Eastern Shore, con Nancy Gaillard, 2003
- Charlotte's Holy Wars: Religion in a New South City, 2005
- Cradle of Freedom: Alabama and the Movement that Changed America, 2006
- Prophet from Plains: Jimmy Carter and His Legacy, 2007
- In the Path of Storms: Bayou la Batre, Coden and the Alabama Coast, con Sheila Hagler e altri, 2008
- With Music and Justice for All" Some Southerners and Their Passions, 2008
- Alabama's Civil Rights Trail: An Illustrated Guide to the Cradle of Freedom, 2010
- The Books that Mattered: A Reader's Memoir, 2012
- The Quilt: And the Poetry of Alabama Music, con Kathryn Scheldt, 2015
- Journey to the Wilderness: War, Memory, and a Southern Family's Civil War Letters, con Steven Trout, 2015
- Go South to Freedom, con Anne Kent Rush, 2016
- A Hard Rain: America in the 1960s, Our Decade of Hope, Possibility, and Innocence Lost, 2018
- The Slave Who Went to Congress, con Marti Rosner e altri, 2020